# Óscar Sipán
Óscar Sipán Sanz (Huesca, España, 10 de enero de 1974) es un escritor y político aragonés, ganador de numerosos premios de relato y novela.

## Biografía
Galardonado en numerosos certámenes literarios y autor de los libros Rompiendo corazones con los dientes (Premio de Narrativa Odaluna 1998, Edisena), Pólvora Mojada (XVII Premio de Narrativa Santa Isabel de Aragón, Reina de Portugal 2003, Diputación de Zaragoza), Leyendario. Monstruos de agua (2004, March Editor), Escupir sobre París (2005, March Editor), Tornaviajes (Premio Búho 2006, Tropo Editores), Guía de hoteles inventados (IX Premio de Libro Ilustrado 2007, Diputación de Badajoz), Leyendario. Criaturas de agua (Premio al libro mejor editado en Aragón 2007, Tropo Editores), Avisos de derrota (2008, Onagro Ediciones), Concesiones al demonio (Ediciones Nalvay, 2011) y Cuando estás en el baile, bailas (Edaf, XVI Premio Ciudad de Getafe de Novela Negra 2012).
Editor de Tropo Editores junto a Mario de los Santos.
En noviembre de 2014 fue escogido finalista del Primer Premio de Cuento Iberoamericano Gabriel García Márquez, convocado por el gobierno de Colombia, por su libro de cuentos Quisiera tener la voz de Leonard Cohen para pedirte que te marcharas (2013, Editorial Base).
Desde 2018 es concejal en el Ayuntamiento de Huesca por la formación Equo.

## Premios
- Premio Odaluna de Novela, 1998.[8]
- XVII Premio Isabel de Portugal, 2002.
- Premio Letras Jóvenes, 2003 y 2004.
- Premio Paradores de Turismo de España, 2003.
- Premio Gran Café de Cáceres, 2003[9]
- XLI Premio Internacional de Cuentos de Lena, Asturias, 2004.
- XXXIII Premio Nacional José Calderón Escalada, 2005.
- XVI Premio Nacional de la Asociación de la Prensa de Ávila, 2005.
- Finalista del XXXIII Premio Nacional José Calderón Escalada, Reinosa, Cantabria, 2005.
- IX Premio de Libro Ilustrado para Adultos, Diputación de Badajoz, 2006.
- Premio de Relatos Cortos Don Alonso Quijano, Rincón de la Victoria, Málaga, 2006.
- Finalista del X Premio Mario Vargas Llosa NH, 2006.
- VII Premio de Relatos "Luis del Val", Sallent de Gállego, 2010.[10]
- Finalista Premio Hispanoamericano de Cuento Gabriel García Márquez, 2014.